# Selaginella elegantissima
Selaginella elegantissima är en mosslummerväxtart som beskrevs av Otto Warburg. Selaginella elegantissima ingår i släktet mosslumrar, och familjen mosslummerväxter. Inga underarter finns listade i Catalogue of Life.